# Nandabayin
Cette page contient des caractères spéciaux ou non latins. S’ils s’affichent mal (▯, ?, etc.), consultez la page d’aide Unicode.
Nanda, Nanda Bayin ou Nandabayin (birman နန္ဒဘုရင်), fut le quatrième souverain de la dynastie Taungû de Birmanie de 1581 à 1599. Son règne, marqué par des révoltes et une guerre à mort contre le royaume d'Ayutthaya, se conclut par la quasi-désintégration du royaume.

## Biographie
Aîné du roi Bayinnaung, il fut nommé prince héritier en janvier 1551, au couronnement de son père, et à ce titre il commanda l'expédition qui soumit le Lanna et mit Vientiane à sac en 1565. Il participa aussi aux campagnes de Bayinnaung contre le royaume d'Ayutthaya, conclues en 1569 par la prise de sa capitale Ayutthaya. 
À la mort de son père en 1581, Nanda lui succéda sur le trône de Pégou ; il nomma son fils aîné Minchit (ou Mingyi Swa) prince héritier. Son beau-frère[réf. nécessaire] le vice-roi d'Ava n'assista pas au couronnement, en raison du comportement du prince envers son épouse, qui était une de ses filles. Nandabayin, furieux de ce manquement, ordonna le massacre de ses partisans et se prépara à la guerre contre Ava.
Il demanda des troupes auxiliaires à Prome, Taungû et Ayutthaya. Les premières l'aidèrent à prendre Ava, où il installa son fils cadet Minyekyawswa I. L'armée siamoise, commandée par le prince Naresuan, traîna les pieds et marcha sur Pégou. Nanda se replia vers le Sud en catastrophe, seulement pour découvrir que Naresuan s'était retiré en pillant les villes mônes au passage.
Comme le Siam avait aussi cessé de payer son tribut, Nandabayin envoya contre lui en 1584 ses armées commandées par le prince Mingyi Swa. Cette campagne fut un échec. Le roi conduisit lui-même une nouvelle offensive en 1586 : il atteignit Ayutthaya, qu'il assiégea cinq mois sans effet. Durant sa retraite, il fut harcelé par les troupes siamoises. En 1590, il marcha à nouveau contre le Siam avec Mingyi Swa à l'avant-garde, mais celui-ci fut encore une fois défait par Naresuan.

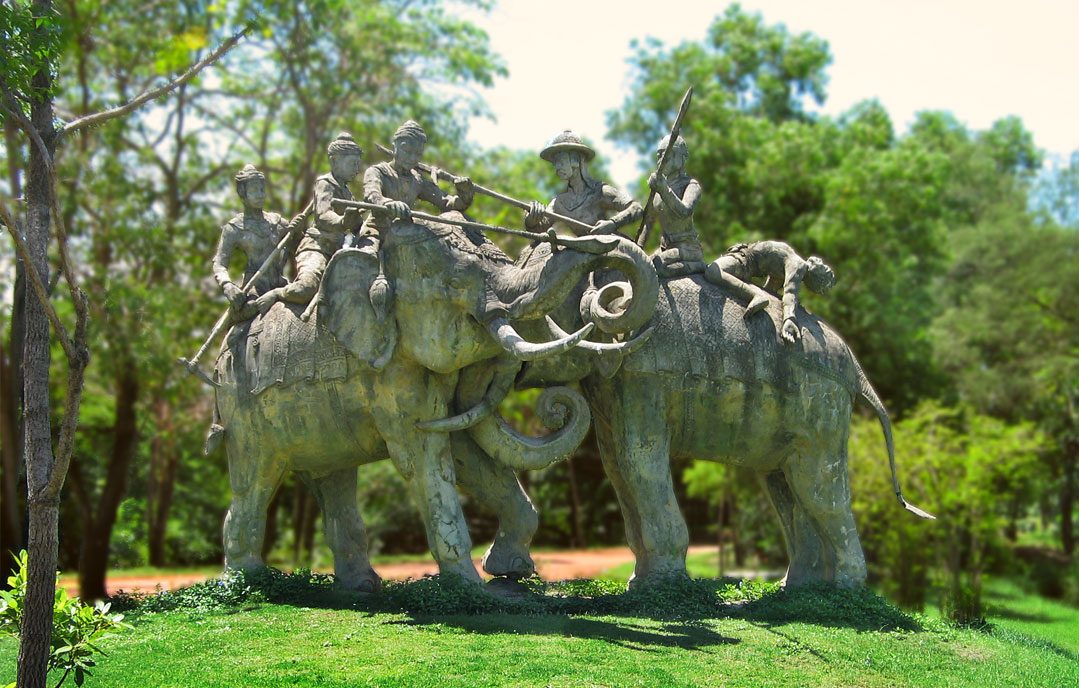
Combat de Mingyi Swa et Naresuan (18 janvier 1593)

Nandabayin rassembla toutes les forces à sa disposition. En 1592, une offensive massive ramena à nouveau les armées birmanes à proximité d'Ayutthaya, sous le commandement du prince Mingyi Swa. Le 18 janvier 1593, au cours de la bataille, celui-ci affronta Naresuan en combat singulier à dos d'éléphant, et y perdit la vie.
Nandabayin nomma alors prince héritier son fils Minyekyawswa I, déjà vice-roi d'Ava.
Des révoltes soutenues par le royaume d'Ayutthaya éclatèrent dans le sud de la Birmanie, autour de Martaban et Moulmein. En 1594, Naresuan, avec l'aide des môns, envahit à son tour la Birmanie et mit le siège devant sa capitale Pégou. Il fut repoussé grâce aux vice-rois de Prome et Taungû.
En 1595, le vice-roi de Prome (lui aussi fils de Nandabayin) lança une grande révolte : il prit Taungû et une large fraction nord du royaume et se proclama roi. Nandabayin perdit alors toute confiance en ses vassaux et leur demanda d'envoyer leurs fils en otage à Pégou. Le vice-roi de Taungû, Minye Thihathu, fit ensuite appel au roi d'Arakan pour envahir Pégou et se proclama lui-même roi de Taungû. Minyekyawswa I repoussa l'invasion arakanaise, mais se rendit devant Taungû, où il fut tué par Natshinnaung, fils de Minye Thihathu. Choqué par la mort de son fils et sa propre défaite, Nandabayin abdiqua en faveur du roi de Taungû en 1599 et fut transféré dans cette ville – d'où l'épithète Toungooyauk Min (တောင်ငူရောက်မင်း ; le roi captif à Toungoo). 
Nandabayin vécut un an en captivité, avant d'être assassiné par Natshinnaung en novembre 1600.
Selon certains auteurs, Nandabayin « mourut de rire en entendant de la bouche d'un marchand italien que la république de Venise était un état libre qui ne possédait pas de roi ».